# غوستاف هونت
غوستاف هوندت (27 سبتمبر 1894 - 21 أبريل 1945) جنرالًا في الفيرماخت ألمانيا النازية خلال الحرب العالمية الثانية الذي قاد عدة فرق. وقد حصل على وسام الفارس الصليبي الحديدي. اختفى بالقرب من تروباو، تشيكوسلوفاكيا في 21 أبريل 1945. تم إعلان وفاته رسميًا في 7 يونيو 1950 مع تاريخ الوفاة المفترض 21 أبريل 1945.

## الجوائز والأوسمة
- الصليب الألماني في الذهب في 15 ديسمبر 1941 باسم أوبرسلوبمينت في فوج المدفعية 30 [1]
- وسام الفارس الصليبي الحديدي في 15 أبريل 1945 كجينيرال لوتنانت وقائد فرقة التزلج الأولى [2]

### اقتباسات
1. ↑  Patzwall & Scherzer 2001, p. 203.
2. ↑  Fellgiebel 2000, p. 196.

### قائمة المراجع
- Fellgiebel, Walther-Peer (2000) [1986]. Die Träger des Ritterkreuzes des Eisernen Kreuzes 1939–1945 — Die Inhaber der höchsten Auszeichnung des Zweiten Weltkrieges aller Wehrmachtteile [The Bearers of the Knight's Cross of the Iron Cross 1939–1945 — The Owners of the Highest Award of the Second World War of all Wehrmacht Branches] (بالألمانية). Friedberg, Germany: Podzun-Pallas. ISBN:978-3-7909-0284-6.
- Patzwall, Klaus D.; Scherzer, Veit (2001). Das Deutsche Kreuz 1941 – 1945 Geschichte und Inhaber Band II [The German Cross 1941 – 1945 History and Recipients Volume 2] (بالألمانية). Norderstedt, Germany: Verlag Klaus D. Patzwall. ISBN:978-3-931533-45-8.

| مناصب عسكرية    | مناصب عسكرية                | مناصب عسكرية    |
| --------------- | --------------------------- | --------------- |
| سبقه {{{سبقه}}} | {{{العنوان}}} {{{الأعوام}}} | تبعه {{{تبعه}}} |
| سبقه {{{سبقه}}} | {{{العنوان}}} {{{الأعوام}}} | تبعه {{{تبعه}}} |
| سبقه {{{سبقه}}} | {{{العنوان}}} {{{الأعوام}}} | تبعه {{{تبعه}}} |